# Mapa de caràcters
CharMap.exe (mapa de caràcters) és una utilitat inclosa amb els sistemes operatius Microsoft Windows i s'utilitza per veure els caràcters en qualsevol tipus de lletra instal·lat, per comprovar quina entrada de teclat (codi Alt) s'utilitza per introduir aquests caràcters i per copiar caràcters al porta- retalls en lloc d'escriure. ells. Altres sistemes operatius tenen una funcionalitat similar, p Apple MacOS Character Viewer (abans Character Palette).

## Visió general
L'eina sol ser útil per introduir caràcters especials. Es pot obrir mitjançant la interfície de línia d'ordres o el diàleg d'execució d'ordres mitjançant l'ordre 'charmap'.
La casella de selecció Vista avançada es pot utilitzar per inspeccionar els conjunts de caràcters d'una font segons diferents codificacions (pàgines de codi), inclosos els intervals de codi Unicode, per localitzar caràcters concrets pel seu punt de codi Unicode i per cercar caràcters pel seu nom Unicode. Per als tipus de lletra Unicode, els caràcters es poden agrupar segons el seu subinterval Unicode. Tot i que l'estàndard Unicode ja amplia el camp de caràcters al pla 16 i molts punts de codi del pla 1 estan assignats amb caràcters, aquesta eina encara només admet els punts de codi al pla 0 (entre U+0000 i U+FFFF). A més, no mostra certs caràcters d'aquest rang per raons inexplicables.
Amb totes les versions de Windows, la utilitat es pot iniciar introduint charmap al quadre de diàleg Inici / Execució. A Windows 2000, Windows XP, Windows Vista i Windows 7, la utilitat es troba a Tots els programes → Accessoris → Eines del sistema → Mapa de caràcters al menú Inici. A Windows 10, la utilitat es troba a la carpeta Accessoris de Windows al menú Inici. A partir de Windows Vista, l'usuari també pot escriure el nom de la utilitat al quadre de cerca del menú Inici/ Cortana.
Es pot accedir a un programa de mapa de caràcters secundari en un camp de text als ordinadors Windows 10, mitjançant la drecera del teclat⊞ Win+., o el😀 al teclat tàctil virtual de Windows 10, que s'utilitza principalment per utilitzar emoji, però també permet accedir a un conjunt més petit de caràcters especials.
La sèrie de sistemes operatius Windows NT de Workstation i Server 4.0 compilació 1381 i la sèrie Windows 9x a partir de Windows 95 també contenen el mapa de caràcters, igual que les versions de Windows CE que utilitzen una GUI basada en l'explorador.exe d'aquests sistemes, introduït amb Windows 95. Una altra versió del mapa de caràcters es troba a Windows 3.11 i Windows NT 3.51 basats en Progman.exe.

## Altres sistemes operatius
Altres sistemes operatius com algunes variants Unix - Linux amb GUI, les calculadores gràfics de la sèrie HP-48 i altres també tenen un accessori similar. L'anàleg OS/2 del mapa de caràcters anomenat Characters Map està disponible per a tercers per a sistemes des de OS/2 Warp 3 fins a les versions actuals d'ArcaOS. La versió de MacOS es coneix com a "Visor de caràcters". GNU Savannah desenvolupa una aplicació de mapa de caràcters GNUstep de Linux, "Charmap".